# Miss Osaka
|  | Denne artikel er oprettet af botten Steenthbot ud fra en ekstern database. Den kan derfor have sproglige fejl eller mangler. Denne skabelon kan fjernes efter kontrol af indholdet. |

Miss Osaka er en dansk spillefilm fra 2021 instrueret af Daniel Dencik.

## Handling
En fremmed dør i vildmarken. En mulighed åbner sig. Filmen undersøger det moderne menneske, ønsket om at forandre sig og muligheden for helt at skifte identitet. Det er historien om Ines, en ung dansk kvinde, som dræber sin fortid, mens hun opfinder en ny fremtid i Osaka, Japan. Miss Osaka er en identitetsfabel, om hvad der sker på kærlighedens veje og vildveje, når identiteter opløses.

## Medvirkende
- Victoria Carmen Sonne, Ines
- Mikkel Boe Følsgaard, Lukas
- Nagisa Morimoto, Maria
- Junko Abe, Ayana
- Kaho Minami, Mama San
- Mirai Moriyama, Shigeru